# Ruta de l'encens
La ruta de l'encens és una ruta comercial de l'edat antiga que servia per a transportar encens i altres espècies des dels països orientals cap al Mediterrani. La ruta va iniciar-se al mar Roig cap al 300 aC i tenia punts importants a Gerrha, Gaza, Coptos i Saba. Tenia una versió marítima que feien servir els romans per a evitar pagar impostos als beduïns, que controlaven els camins terrestres de la ruta. Va estar en constant disputa fins al seu declivi, cap al segle v. La UNESCO va declarar Patrimoni de la Humanitat els fragments que en resten a Oman, el 2005.